# سيميون ر. ويلسون
سيميون ر. ويلسون (بالإنجليزية: Simeon R. Wilson) هو سياسي أمريكي، ولد في 2 أغسطس 1927، وتوفي في 8 فبراير 2009. حزبياً، نشط في الحزب الجمهوري. وقد انتخب عضو مجلس نواب واشنطن.